# Matoller de Sri Lanka
El matoller de Sri Lanka (Elaphrornis palliseri) és una espècie d'ocell de la família dels locustèl·lids (Locustellidae), únic membre del gènere monotípic Elaphrornis. És endèmic de l'interior de l'illa de Sri Lanka. El seu hàbitat natural principal són els boscos tropicals i subtropicals de frondoses humits de l'estatge montà. Pateix la pèrdua d'hàbitat, així com la incipient fragmentació de la seva àrea de distribució. El seu estat de conservació es considera gairebé amenaçat.